# Indian River megye
Indian River megye az Amerikai Egyesült Államokban, azon belül Florida államban található. Megyeszékhelye Vero Beach, legnagyobb városa Sebastian. Lakosainak száma 159 788 fő (2020. április 1.). Indian River megye Brevard, St. Lucie, Okeechobee és Osceola megyékkel határos.

## Népesség
A megye népességének változása:
| Lakosok száma | 138 239 | 138 964 | 140 568 | 141 994 | 147 919 | 159 788 |
|               | 2010    | 2011    | 2012    | 2013    | 2015    | 2020    |